# Thorens-Glières
Thorens-Glières (en franco-provenzal Torin/Torens) era una comuna francesa situada en el departamento de Alta Saboya, de la región de Auvernia-Ródano-Alpes, que el uno de enero de 2017 pasó a ser una comuna delegada de la comuna nueva de Fillière al fusionarse con las comunas de Aviernoz, Évires, Les Ollières y Saint-Martin-Bellevue.

## Demografía
| Gráfica de evolución demográfica de Thorens-Glières entre 1800 y 2014 |
|                                                                       |

Los datos demográficos contemplados en este gráfico de la comuna de Thorens-Glières se han cogido de 1800 a 1999 de la página francesa EHESS/Cassini, y los demás datos de la página del INSEE.